# 6383 Tokushima
A 6383 Tokushima (ideiglenes jelöléssel 1988 XU1) a Naprendszer kisbolygóövében található aszteroida. Masayuki Iwamoto,  Toshimasa Furuta fedezte fel 1988. december 12-én.